# Wohn- und Geschäftshaus Franz Rothe
Das Wohn- und Geschäftshaus Franz Rothe liegt in der Ursprungsgemarkung der sächsischen Stadt Radebeul, in der Sidonienstraße 2.

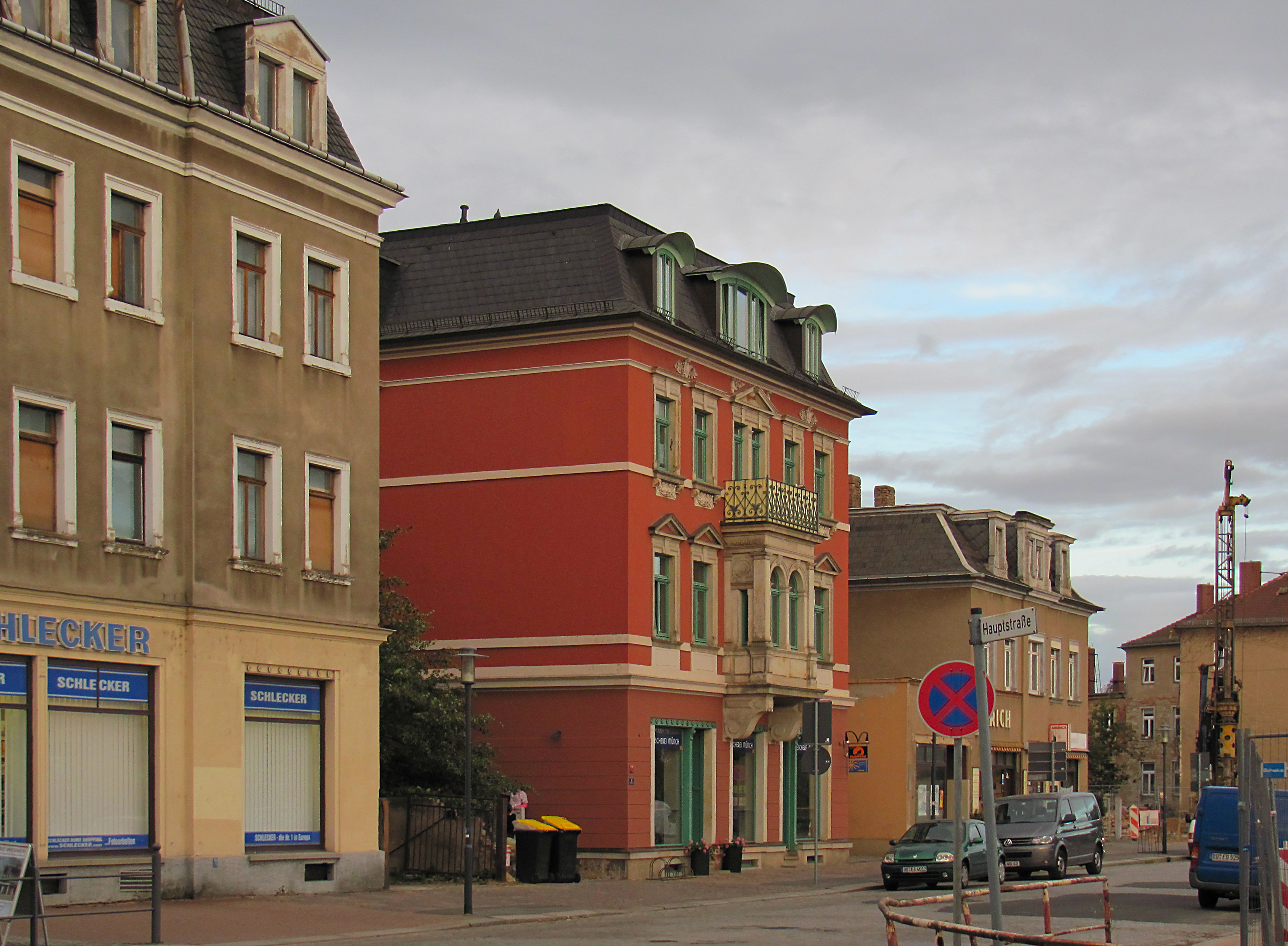
Wohn- und Geschäftshaus in der Sidonienstraße 2, Vorderhaus der Sidonienpassage. Links das Eckhaus Hauptstraße 9 Sidonienstraße 2i

## Beschreibung

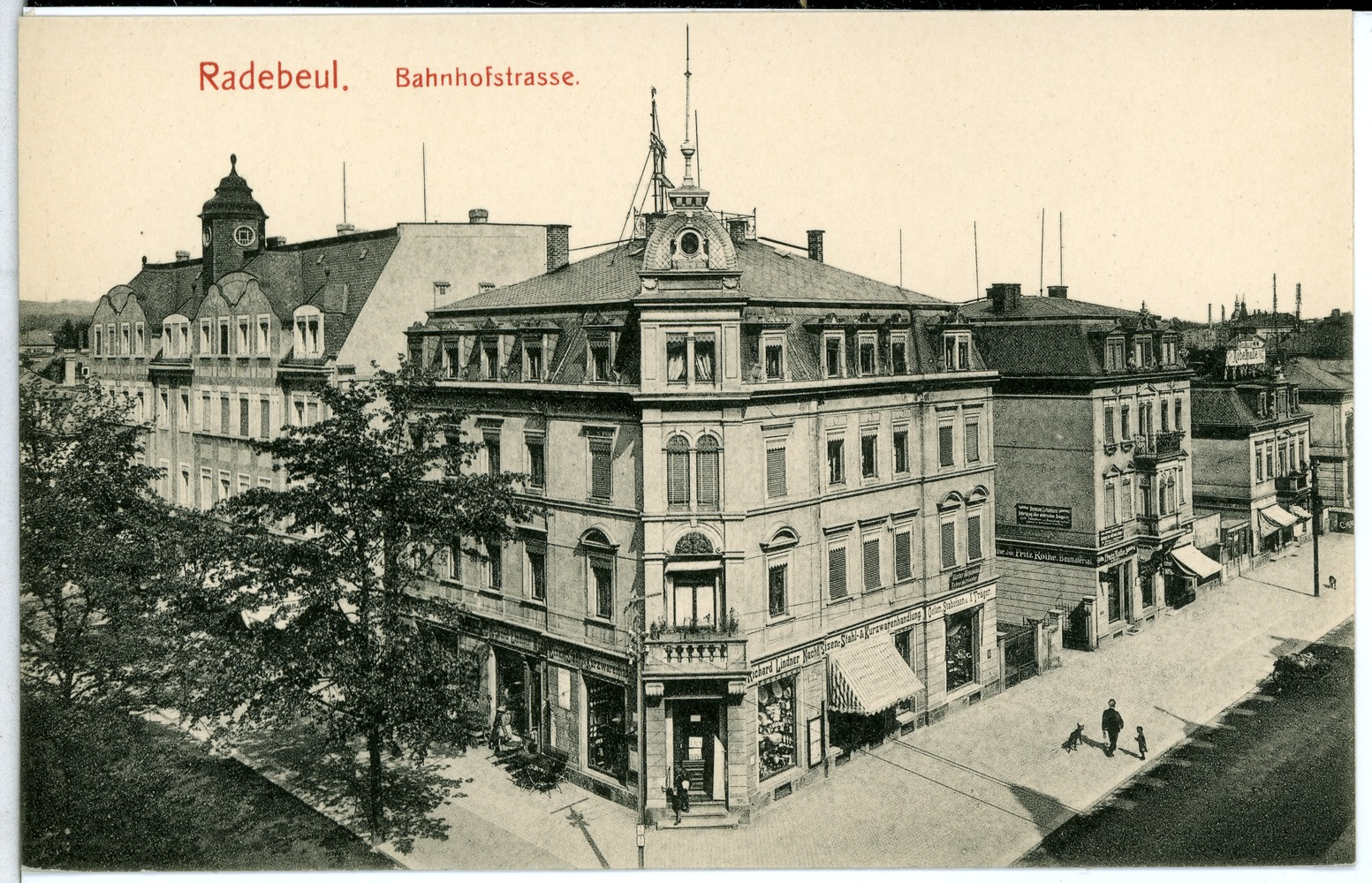
Sidonienstraße 2 rechts des Eckhauses Hauptstraße 9 (1909); links Hauptstraße 11

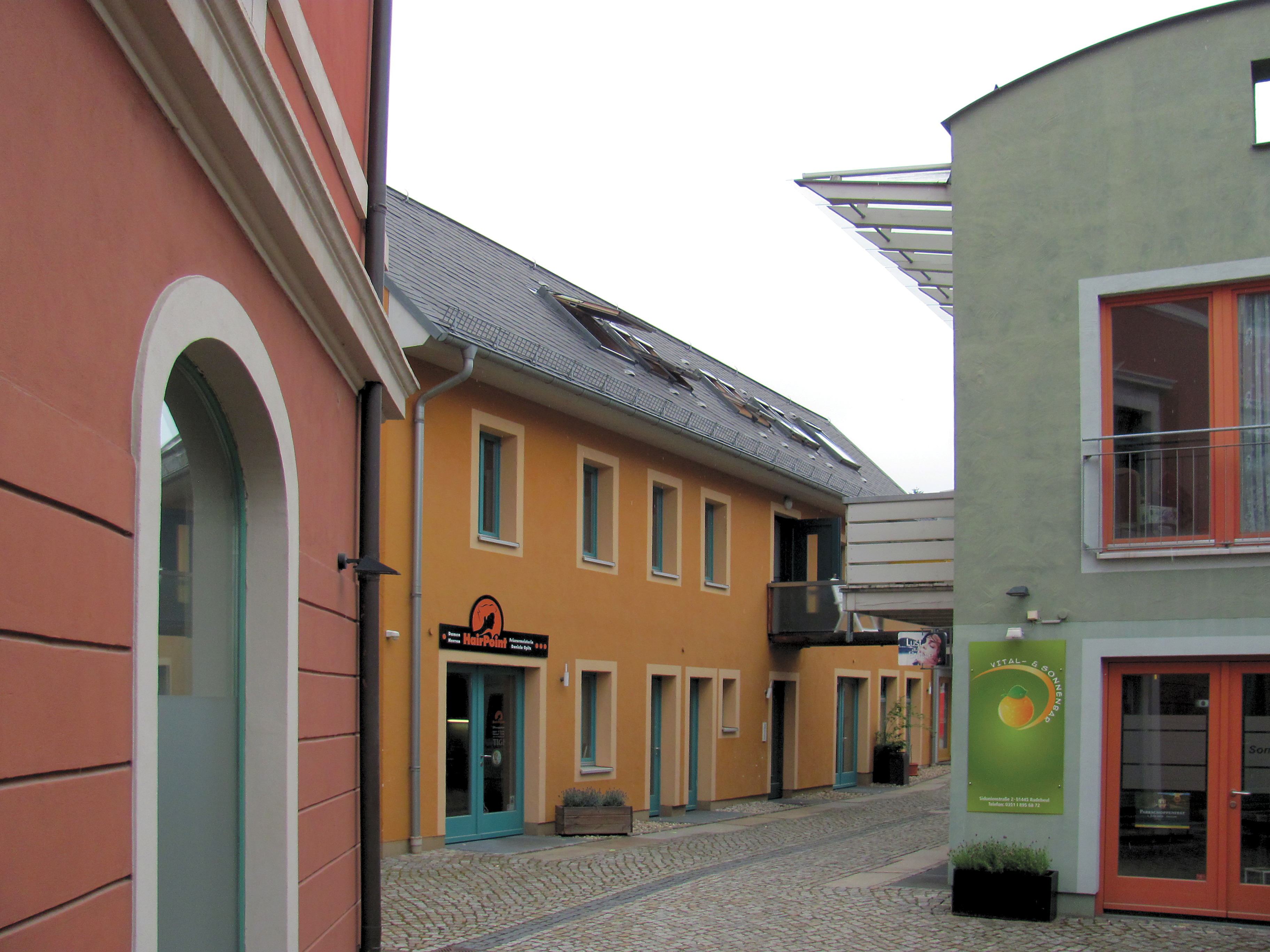
Sidonienstraße 2 (li.), Sidonienpassage im Hinterhof

Das dreigeschossige, heute denkmalgeschützte Mietshaus mit Laden ist ein freistehendes Wohn- und Geschäftshaus mit einem ausgebauten, schiefergedeckten Mansarddach.
Es hat einen etwa quadratischen Grundriss sowie eine zur Straße hin symmetrisch angelegte Fassade. Die mittleren zwei der sechs Fensterachsen sind als Koppelfenster ausgelegt. Im ersten Obergeschoss befindet sich das Koppelfenster in einem „kräftige[n] Kastenerker“, der im Geschoss darüber als Austritt genutzt wird. Die Fenster sind durch Sandsteingewände gefasst, sie werden durch horizontale beziehungsweise Dreiecksgiebelverdachungen sowie durch Sohlbänke geschmückt. Hinzu kommt Stuckdekor.
Als Ergänzung zur Passage Sidonienstraße 2 stehen hinter dem Hauptgebäude, im Hofbereich, mehrere teils sanierte, teils neugebaute Nebengebäude, die in ihren „gestalterischen Details und [der] Materialwahl […] den Bezug zur vorhandenen Umgebung wie auch eine ideenreiche Eigenständigkeit erkennen“ lassen. „Besonders hervorhebenswert ist die frische Farbgestaltung.“

## Geschichte
Franz Rothe, Inhaber einer Radebeuler Getreidehandlung sowie eines Speditions-, Kohlen- und Baumaterialiengeschäfts, beantragte im Dezember 1892 den Bau eines Wohn- und eines Nebengebäudes. Der Entwurf der Pläne und auch die folgende Bauausführung lagen in den Händes der Kötzschenbrodaer Bauunternehmung von F. A. Bernhard Große. Die Baurevision erfolgte im September 1893. Bereits zur Erbauungszeit entstanden die Ladeneinbauten.
In den Jahren 1999 und 2000 erfolgte die denkmalpflegerische Sanierung des Haupthauses, bei der „bei früherer bruchstückhafter und unsachgemäßer Teilsanierung verloren gegangene Details […] wiederhergestellt“ wurden.
Da die Nebengebäude im Hof marode waren, wurden sie „in einer spannungsreichen Formensprache“ „saniert, ersetzt oder ergänzt“.
Der Bauherr wurde für die Passage Sidonienstraße 2 im Jahr 2000 mit dem Bauherrenpreis der Stadt Radebeul in der Kategorie Sonderpreis für Gestaltung eines städtebaulichen Ensembles ausgezeichnet.